# Hohenbüchen (Wipperfürth)
Hohenbüchen ist eine Hofschaft von Wipperfürth im Oberbergischen Kreis im Regierungsbezirk Köln in Nordrhein-Westfalen (Deutschland).

## Lage und Beschreibung
Die Hofschaft liegt im Norden von Wipperfürth an der Stadtgrenze zu Halver. Nachbarorte sind Lesenbüchen, Beinghausen und Egen. Erreichen kann man Hohenbüchen auf Wipperfürther Stadtgebiet über die Kreisstraße K13. Durch die Buslinie 337 (VRS/OVAG, Stand: 2007) besteht eine Anbindung an den öffentlichen Personennahverkehr. Die Haltestelle befindet sich direkt im Ort.
Politisch wird der Ort durch den Direktkandidaten des Wahlbezirks 17.2 (172) Egen im Rat der Stadt Wipperfürth vertreten.

## Geschichte
Um 1449 wurde der Ort erstmals urkundlich erwähnt. Im Stadtarchiv von Wipperfürth findet sich eine Liste mit Bürgergütern. Darin wird der Ort mit der Schreibweise „Hogenboicken“ aufgeführt. 1715 sind drei Höfe auf der Karte Topographia Ducatus Montani unter der Ortsbezeichnung „Hohen Büchen“ eingezeichnet. Die Karte Topographische Aufnahme der Rheinlande von 1825 zeigt auf umgrenztem Hofraum vier Gebäudegrundrisse und verwendet als Ortsbezeichnung die Schreibweise Hohenbüchen.
Ein im 20. Jahrhundert errichtetes steinernes Gedenkkreuz erinnert an einen ehemaligen Einwohner des Ortes.

## Wanderwege
Der mit den Wanderzeichen A1 gekennzeichnete Rundweg verläuft durch den Ort. Der Weg wird vom Sauerländischen Gebirgsverein ausgeschildert und hat seinen  Ausgangs- und Zielpunkt am Wanderparkplatz des in 1,4 km Entfernung liegenden Dorfes Wipperfürth-Egen.

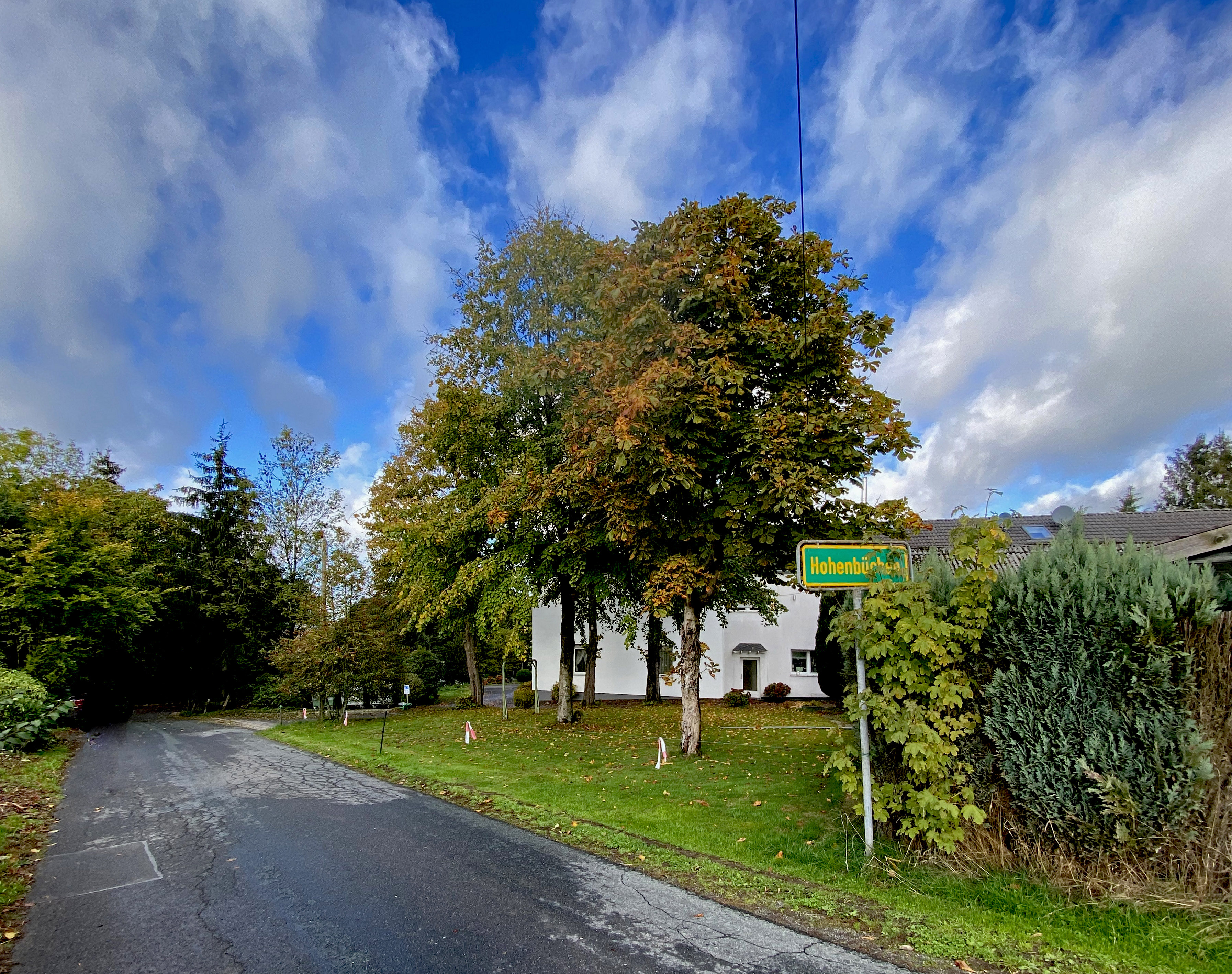
Ortseingang Hohenbüchen
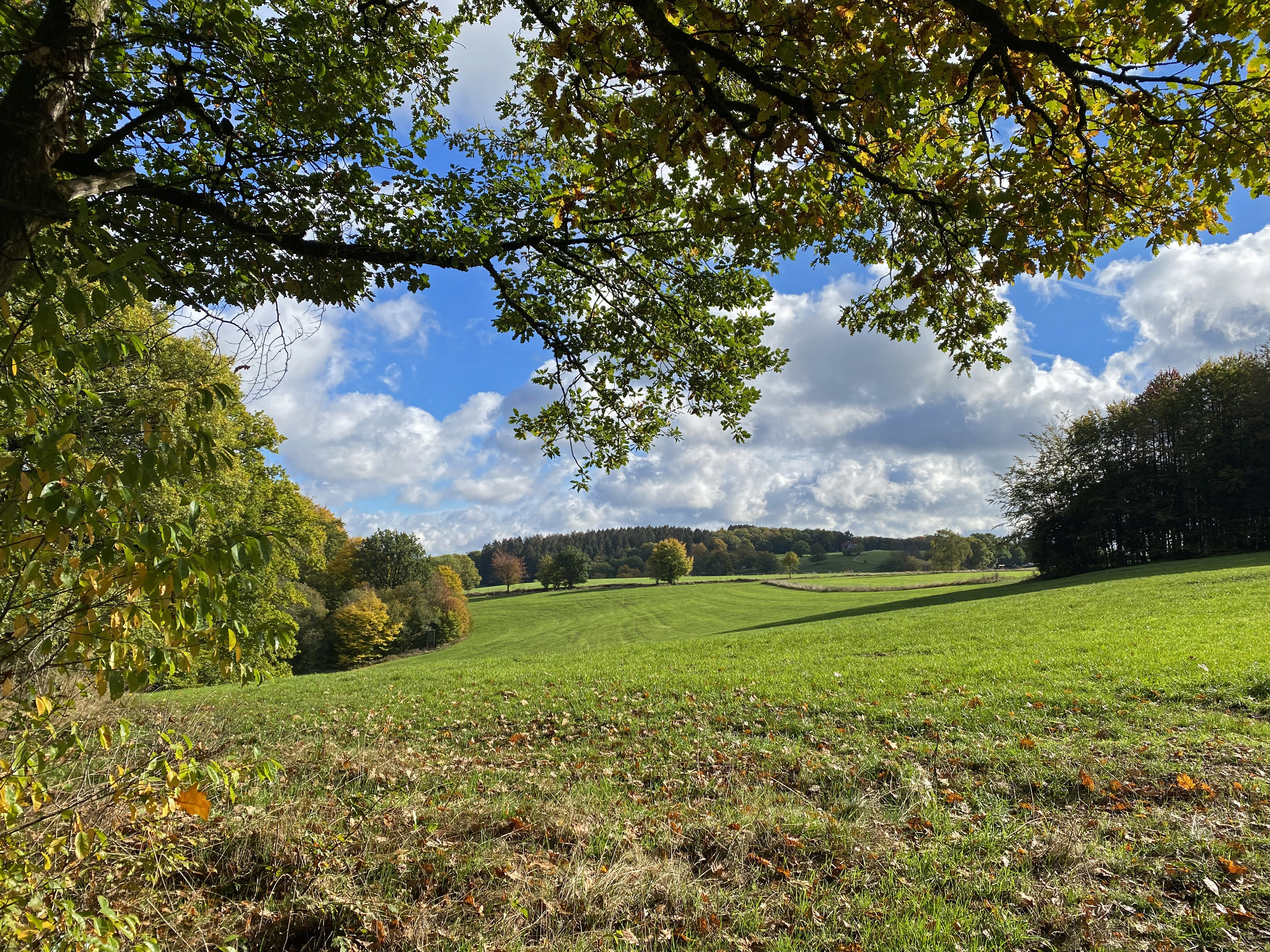
Landschaft bei Hohenbüchen
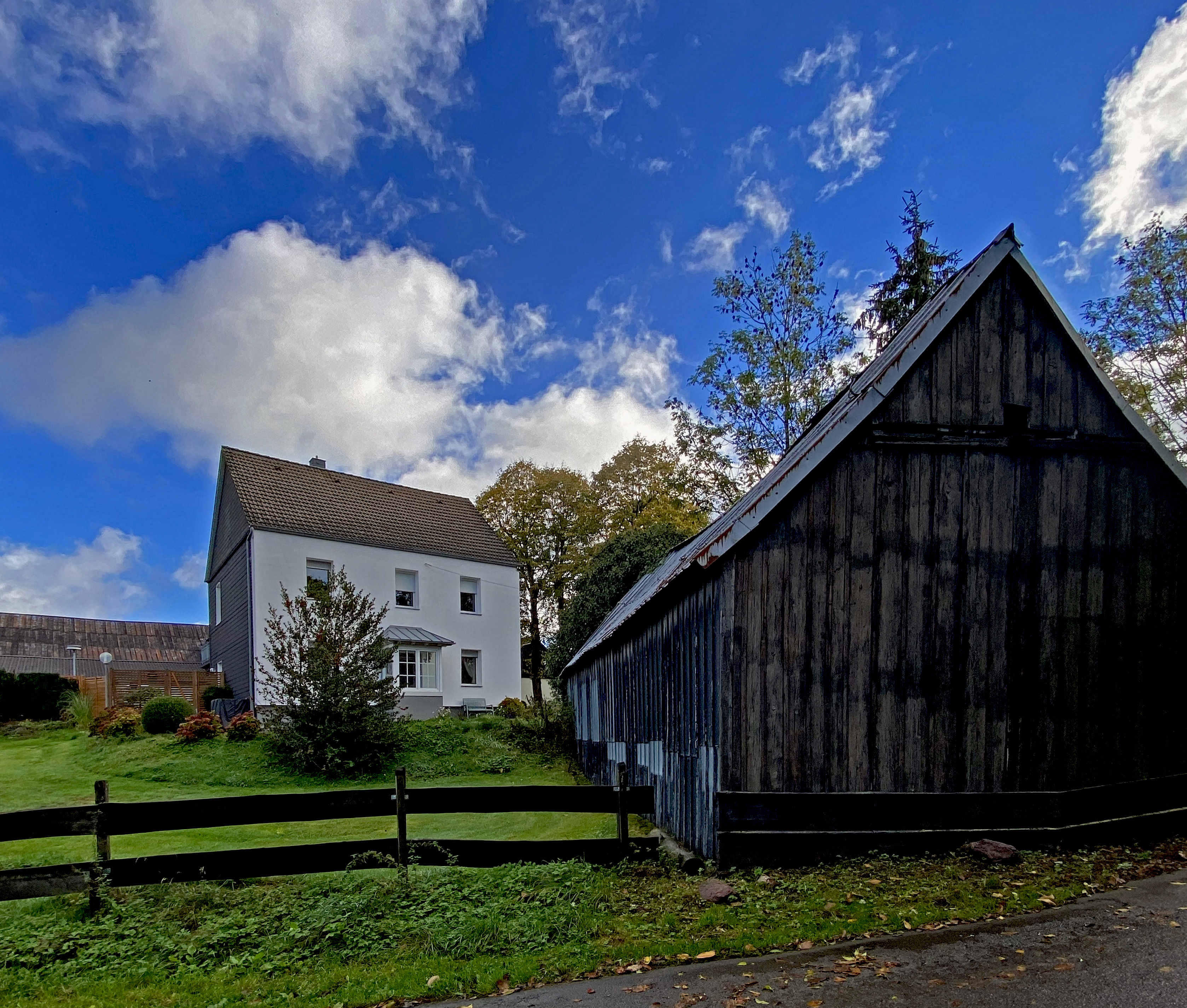
Hof in Hohenbüchen